# رنه لورن
رنه لورن (فرانسوی: René Lorain‎؛ ۱۹ مارس ۱۹۰۰ – ۲۵ اکتبر ۱۹۸۴) دونده سرعت اهل فرانسه بود.
وی در مسابقات کشوری و بین‌المللی در مجموع برندهٔ ۱ مدال نقره شده‌است.